# باسكال شميت
باسكال شميت (بالألمانية: Pascal Schmidt)‏ (17 يناير 1992 في ألمانيا - ) هو لاعب كرة قدم ألماني في مركز الوسط. لعب مع أرمينيا بيليفيلد وروت فايس آهلن ونادي أوردينغن 05 وArminia Bielefeld II ‏ وشالكه 04 ب وSportfreunde Lotte ‏.

## وصلات خارجية
- باسكال شميت على موقع قاعدة بيانات كرة القدم.إي يو (الإنجليزية)
- باسكال شميت على موقع بيانات كرة القدم. دي إي (الألمانية)
- باسكال شميت على موقع Soccerway.com (الإنجليزية)
- باسكال شميت على موقع عالم كرة القدم.نت (الإنجليزية)